# Lavabel
Der Lavabel (auch Lavable oder Crêpe lavable, von frz. waschbar) ist ein waschbares, weiches und feinfädiges Kreppgewebe in Taftbindung mit glatter Oberfläche aus Filamentgarnen. Das Kreppgarn wird in der Kette (je zweimal mit S- und Z-Drehung) geführt, während der Schussfaden ein nur leicht oder gar nicht gedreht ist. Lavabel ist mittelschwer, im Vergleich zu Crêpe de Chine ist es dichter und neigt mehr zum Knittern. Man verwendet es vor allem für Damenunterwäsche, schwereres Gewebe auch für Damenoberbekleidung.
Lavable aus Cupro wurde bei J. P. Bemberg erfunden und bis etwa in die 1950er-Jahre hergestellt, im Schuss wurden mattierte Cuprofäden verwendet. Lavable aus reiner Seide wird auch Crêpe oriental genannt.

## Belege
1. ↑  Crêpe lavable. In: Duden.de. Abgerufen am 4. Mai 2021.
2. ↑  Lavabel. In: Duden.de. Abgerufen am 4. Mai 2021.
3. 1 2  Eberhard Wadischat: Praxislexikon Textilkunde: 1111 hilfreiche Begriffe – Textilbeschreibungen mit Fleckenlexikon für Haushalt, Handel und Gewerbe. 3. Auflage. Expert Verlag, Renningen 2008, ISBN 978-3-8169-2748-8, S. 31.
4. 1 2 3  Thomas Meyer zur Capellen: Lexikon der Gewebe: Membrane, non wovens, Gewebeeinstellungen. Deutscher Fachverlag, Frankfurt am Main 1996, ISBN 3-87150-523-4, S. 60.
5. 1 2  Krepp-Lavable (m). In: texsite.info. Abgerufen am 4. Mai 2021.
6. ↑  Thomas Meyer zur Capellen: Lexikon der Gewebe: Membrane, non wovens, Gewebeeinstellungen. Deutscher Fachverlag, Frankfurt am Main 1996, ISBN 3-87150-523-4, S. 170.